# Florian der Geisterseher
Florian der Geisterseher ist ein Jugendbuch aus dem Jahr 1979 und der erste Teil der dreibändigen Florian-Reihe des Autors Oliver Hassencamp.
Erschienen ist das Buch im Franz Schneider Verlag.

## Handlung
Florian, dessen Eltern in den Ferien ohne ihn zum Tauchurlaub verreisen wollen, kann dieses Mal nicht wie bisher bei seiner Tante Lene wohnen, da diese ins Sanatorium muss. Stattdessen soll er seine Ferien bei Tante Thekla verbringen.
Tante Thekla ist in der Verwandtschaft das „schwarze Schaf“ und wird allgemein wegen ihrer angeblichen hellseherischen Fähigkeiten von der Familie gemieden.

Florian ist nicht begeistert, muss sich jedoch fügen. Sein Onkel Bruno fordert ihn auf, Beweise für Theklas Unseriosität zu sammeln: 
„Ich ernenne dich zum Detektiv der Familie. Versuche Einblick in ihre Machenschaften zu bekommen. Frag sie, wie sie das macht, wenn sie hellsieht. Stell dich ganz dumm, damit sie auspackt! Sammle Beweise, dann können wir ihrem unseligen Treiben ein Ende machen!“
Tante Thekla betreibt eine Fremdenpension im 40 Kilometer entfernten Grenzwald. Florian ist zunächst enttäuscht, weil hier nur Erwachsene zu Gast sind. Er freundet sich jedoch schnell mit der jungen Erwachsenen Agathe an, die auch in der Pension wohnt und dort als Haushälterin und Köchin arbeitet. Florians Bedenken im Bezug auf Thekla weichen schnell einer intensiven Neugierde und herzlichen Beziehung. Tante Thekla erklärt Florian wie sie ihre Fähigkeiten bemerkte: 
„Als Charlie, dein Onkel gestorben war, nach einem sehr feucht-fröhlichen Abend mit August — die beiden, ich sage dir! Aber das ist ein anderes Kapitel. Ja, da saß ich und fühlte mich doch recht allein. Plötzlich wird mir so komisch und ich denke, da ist doch jemand im Zimmer! Ich sah niemand, aber ich spürte es. Immer deutlicher. Und auf einmal merkte ich, dass er da ist. Nicht greifbar und doch viel stärker. Im ganzen Raum, „Charlie!“ sagte ich und schaute dabei zufällig auf die Kristallkugel, die er mir einmal geschenkt hatte, und er sagt: „Ja, Thekla. Da bin ich wieder!“ – Er sagt es ohne Stimme, ohne Worte, nur als Schwingung.“
Thekla erklärt Florian, dass für sie durch den Kontakt mit Charlie die Zeit aufgehoben sei und sie die Aufgabe hätte, Winke des Schicksals an die Menschen zu übermitteln.
Da Florian im Fach Mathematik auf fünf steht, jedoch zu faul zum Üben ist, entlockt er eines Tages seiner Tante die Aufgabe und Lösung der nächsten Klassenarbeit. Während sich seine Tante in Trance befindet und ihm die gewünschten Daten aufsagt, bemerkt sie in einem Nebensatz, dass Florians Mathelehrer erkrankt sei, er dies aber nicht wisse. Obwohl Florian im Nachhinein ein schlechtes Gewissen bekommt, sieht er im Ausnutzen der Fähigkeiten seiner Tante die einzige Chance, seine Note zu verbessern.
Als Florian gegen Ende der Ferien wieder zu Hause ist, trifft er sich mit seinem Freund Jens und zeigt ihm den Zettel, auf dem er die Aufgabe und die Lösung der nächsten Mathearbeit geschrieben hat. Florian besteht auf Jens’ Verschwiegenheit, wird jedoch in den nächsten Tagen von mehreren Mitschülern aufgesucht, die sich ebenfalls die Lösung abholen wollen. Alles Leugnen hilft nichts und Florian reicht die Lösung weiter.

Nachdem die Arbeit geschrieben wurde, stürzt Lehrer Hempel zurück in die Klasse und teilt wutentbrannt mit, dass er den Betrug bemerkt habe:
„Moment mal! Es ist etwas sehr Merkwürdiges passiert. Alle haben richtig gerechnet und alle müssten eine Eins bekommen, aber...“, er schrieb einen Teil der Lösung an die Tafel, „...das eine Ypsilon hier stimmt nicht. Das hat da überhaupt nichts verloren. Die Arbeit ist demnach abgeschrieben worden, und zwar falsch. Sie wird wiederholt! Schwerer, sehr viel schwerer! Das garantiere ich euch. Alle bekommen eine Fünf und ich werde der Sache nachgehen.“ 
Florian hatte – während seine Tante in Trance die Daten der Arbeit schnell aufsagte – versehentlich falsch mitgeschrieben. Neben der Wut seiner Mitschüler und dem Vorwurf des Betruges, sieht sich Florian auch dem drohenden Verweis von der Schule ausgesetzt.
Lehrer Hempel sucht Florians Eltern auf und diese überziehen Florian ihrerseits mit Vorwürfen.
Florian erinnert sich an Tante Theklas Bemerkung zu Hempels Gesundheit. Er besucht seinen Lehrer zu Hause und mit Hilfe dessen Frau überredet er Hempel, sich untersuchen zu lassen. Tatsächlich wird bei Hempel eine Erkrankung festgestellt.
Hempels anfängliche Skepsis im Bezug auf Florians Tante schwindet und sie fahren gemeinsam in die Pension Schicksal. Nachdem Tante Thekla für Lehrer Hempel positive zukünftige Ereignisse vorausgesagt hat, zeigt sich dieser dankbar und verzeiht Florian den „Streich“ mit der Klassenarbeit.

## Hauptfiguren
- Florian ist Schüler in der Neustädter Franz-Joseph-Schule. Er ist begeisterter Sportler und spielt Trompete.
- Tante Thekla wohnt in der vierzig Kilometer von Neustadt entfernten „Pension Schicksal“ in der sie als Hellseherin auch ihre Klienten empfängt. Sie wird aufgrund ihrer hellseherischen Fähigkeiten von ihrer Verwandtschaft gemieden. Allgemein wird sie „Madame Thekla“ genannt.
- Agathe ist die 25-jährige Haushälterin und Köchin in der „Pension Schicksal“.
- August ist Hausmeister in der „Pension Schicksal“. Er vergibt die Termine an Madame Theklas Klienten und ist dem Alkohol sehr zugetan.
- Onkel Charlie ist der verstorbene Ehemann von Tante Thekla. Diese nimmt als „Medium“ zu ihm als im Jenseits weiter existierenden „Kontrollgeist“ regelmäßig Kontakt auf,
- Tante Lene ist Florians schwerhörige Tante, bei der er bisher seine Ferien verbracht hatte.
- Onkel Bruno ist ein neugieriger, pensionierter Beamter. Er will mit Florians Hilfe Tante Theklas „Scharlatanerie“ aufdecken.
- Frau Treitschke-Zwiebenich ist die hochnäsige Inhaberin des Damenfrisiersalon ,Annegret’.
- Dr. Hempel ist Florians Mathematiklehrer. Aufgrund eines Hinweises von Tante Thekla, teilt Florian ihm mit, das Hempel erkrankt sei, was aber bisher unentdeckt blieb.

## Chronologie
- Band 1: Florian der Geisterseher (1979) – ISBN 978-3-505-07948-1
- Band 2: Florian auf Geisterreise (1980) – ISBN 978-3-505-08047-0
- Band 3: Florian und das Geisterhaus (1981) – ISBN 978-3-505-08121-7